# Барвиновка (Костанайская область)
Барвиновка (каз. Барвинов) — село в Сарыкольском районе Костанайской области Казахстана. Административный центр Барвиновского сельского округа. Находится примерно в 17 км к северо-востоку от районного центра, посёлка Сарыколь. Код КАТО — 396233100.

## Население
В 1999 году население села составляло 1886 человек (998 мужчин и 888 женщин). По данным переписи 2009 года, в селе проживало 1400 человек (692 мужчины и 708 женщин).

## География
В 2 км к юго-востоку от села расположено озеро Бугай.